# Giorgio Parisi
Giorgio Parisi, född 4 augusti 1948 i Rom, är en italiensk fysiker, vars forskning har rört kvantfältteori, statistisk mekanik och komplexa system.
Giorgio Parisi utbildade sig till fysiker på La Sapienza-universitetet i Rom med examen 1970. Han var forskare på Laboratori Nazionali di Frascati 1971–1981. Mellan 1981 och 1992 var han professor i teoretisk fysik på Università degli studi di Roma Tor Vergata och därefter professor i kvantteori på La Sapienza. 
Han fick Wolfpriset 2021 för banbrytande insatser inom organiserade system, partikelfysik och statistisk fysik. Samma år tilldelades han Nobelpriset i fysik tillsammans med Syukuro Manabe och Klaus Hasselmann. Han fick priset för sina bidrag inom kvantkromodynamiken och studier av komplexa fysikaliska system.

## Utmärkelser
Asteroiden 15803 Parisi är uppkallad efter honom.